# جولیا اسمیت
جولیا اسمیت (به انگلیسی: Julia Smit) (زادهٔ ۱۴ دسامبر ۱۹۸۷) شناگر اهل ایالات متحده آمریکا است.